# Louay Chanko
Louay Chanko (Södertälje, 29 novembre 1979) è un calciatore e allenatore di calcio svedese naturalizzato siriano, centrocampista del Syrianska Eskilstuna.

## Carriera

### Giocatore

#### Club
Ha giocato nella prima divisione svedese, in quella greca ed in quella danese.

#### Nazionale
Nel 2011 ha partecipato alla Coppa d'Asia con la nazionale siriana.

## Palmarès

### Giocatore

#### Club

##### Competizioni nazionali
- Campionato svedese: 2

Djurgården: 2003
Malmö: 2004
- Coppa di Svezia: 1

Djurgården: 2002
- Superettan: 1

Djurgården: 2000